# Artur Boruc
Artur Boruc, född 20 februari 1980 i Siedlce i Polen, är en polsk före detta fotbollsmålvakt. Han spelade i det polska landslaget och var med under VM 2006 i Tyskland. Innan han värvades till Fiorentina hade han även spelat för Celtic och Legia Warszawa. Under hans tid i Celtic vann laget den skotska ligan tre gånger (2006, 2007 och 2008).

## Karriär
Artur Boruc var eftertraktad av många klubbar efter EM 2008 men valde till slut att stanna i Celtic.
Den 15 juli 2010 skrev Boruc på ett treårskontrakt med Fiorentina.
Den 1 augusti 2020 återvände Boruc till Legia Warszawa.

## Kontroverser
Boruc har även skapat flera kontroverser under sin tid i Celtic. Flera gånger har motståndarfans retat sig på honom, särskilt fans från rivaliserande Glasgowlaget Rangers FC, som även har en historia av diskriminering gentemot katoliker. Han brukar innan varje match välsigna sig och målet eftersom han är katolik. Detta retar upp en del Rangersfans, som till största delen består av protestanter. Boruc har även sprungit ärevarv inne på Rangers arena med Celtics flagga när det har stått klart att klubben vunnit mästerskapet i Skottland. Han har även gjort V-tecken och andra opassande gester mot motståndarfans bakom mål. Den senaste incidenten kom i ett Glasgowderby där Boruc efter vinsten visade upp en T-shirt med bild på påven Johannes Paulus II med texten "God Bless The Pope". Då Boruc befann sig i andra änden från Rangers-fansen uppdagades detta inte förrän dagen efter i media. Boruc ifrågasattes naturligtvis, men incidenten har även förklarats med att det var en hyllning till den bortgångne påven som liksom Boruc var polack och fotbollsmålvakt i sina yngre dagar. Flera av dessa händelser har blivit polisanmälda och anmälda hos det skotska fotbollsförbundet, men i samtliga fall har Boruc ansetts oskyldig.
Detta heta temperament har också Boruc visat upp i landslagsmatcher. I en träningsmatch mot Kroatien inför Världsmästerskapet i fotboll 2006 i Tyskland, pekade Boruc långfingret mot de kroatiska fansen bakom mål som under matchen hade försökt att psyka Boruc. Detta sätt att handskas med motståndarlagets fans har gjort honom till en mycket omtyckt spelare bland de egna fansen och mycket ogillad bland motståndare.